# رحلات غوليفر (فلم 2010)
رحلات غاليفر (بالإنجليزية: Gulliver's Travels) هو فيلم تم إنتاجه في الولايات المتحدة سنة 2010.

## طاقم التمثيل
- جاك بلاك في دور ليمويال غاليفر
- جيسون سيغال في دور هوراتيو
- إيميلي بلنت في دور الملكة ماري
- أماندا بيت في دور دارسي سيلفرمان

## القصة
الفيلم يقص قصة الكاتب المسافر اللذي تحطمت به سفينة لومويل جاليفر (جاك بلاك) يجد نفسه نقل إلى جزيرة في وسط مثلث برمودا، حيث انه عملاق بين المواطنين، أهالي جزيرة ليليبوت إتخذوه في البداية سجين، جاليفر يصبح مزارا مفضلا للمحكمة ويخطط للطريقة التي تمكن أهالي جزيرة ليليبوت أن يطردوا منافسيهم ألا وهم أهالي بلوفسكنديا.

## الميزانية والإيرادات
بلغت تكلفة إنتاج الفيلم حوالي 122 مليون دولار بينما حقق أرباحا تقدر بـ 237,382,724 دولار.

## وصلات خارجية
- رحلات غوليفر على موقع IMDb (الإنجليزية)
- رحلات غوليفر على موقع ميتاكريتيك (الإنجليزية)
- رحلات غوليفر على موقع روتن توميتوز (الإنجليزية)
- رحلات غوليفر على موقع نتفليكس (الإنجليزية)
- رحلات غوليفر على موقع قاعدة بيانات الأفلام العربية
- رحلات غوليفر على موقع ألو سيني (الفرنسية)
- رحلات غوليفر على موقع Turner Classic Movies (الإنجليزية)
- رحلات غوليفر على موقع أول موفي (الإنجليزية)
- رحلات غوليفر على موقع بوكس أوفيس موجو (الإنجليزية)
- رحلات غوليفر على موقع فيلمافينيتي (الإسبانية)